# Glaspaleis
Het Glaspaleis is een voormalig warenhuis in Heerlen van Schunck dat in 1933 werd ontworpen door de Heerlense architect Frits Peutz. Het is een van de toonbeelden van het nieuwe bouwen in Nederland. 
Het Glaspaleis is sinds 2009 onder de naam SCHUNCK in gebruik als een multidisciplinair cultureel centrum met een  museum voor moderne en hedendaagse kunst en architectuur, een openbare bibliotheek, een muziek- en dansschool en een brasserie.

## Bouw
Peutz ontwierp het gebouw voor de Heerlense stoffenkoopman Peter Schunck. Deze had in het centrum van Heerlen, nabij de Sint-Pancratiuskerk, enkele panden gekocht, die hij wilde slopen om het vrijkomende terrein te gebruiken om een groot warenhuis te bouwen. Nadat hij in allerlei Europese warenhuizen had rondgekeken, gaf hij Peutz opdracht een gebouw te ontwerpen als een "gestapelde marktplaats".
Peutz tekende een draagconstructie bestaande uit een twintigtal paddenstoelvormige kolommen op elke verdieping. Hoe hoger in het pand, hoe dunner de kolommen zijn uitgevoerd. Omdat de gevel geen dragende functie heeft, kon deze geheel in glas (diamantglas) worden uitgevoerd. Op het dak kwam een café-restaurant met terras. Zo ontstond een zeer modern gebouw, waarin de koopwaar van het warenhuis Schunck in het volle daglicht, als op een openluchtmarkt, kon worden uitgestald. Het ontwerp van Peutz was voor die tijd - en zeker in Limburg - revolutionair, maar paste goed bij de plannen die burgemeester Van Grunsven had voor zijn stad. Met de bouw werd op 14 mei 1934 begonnen. Op 31 mei 1935 werd het gebouw geopend.

## Verval en restauratie
Het modehuis Schunck raakte tijdens de Tweede Wereldoorlog herhaaldelijk beschadigd. Tot driemaal toe moest er nieuw glas in worden gezet. In 1962 dreigde de karakteristieke dakopbouw te worden gesloopt. In 1972 kocht architect Beb Groenendijk het Glaspaleis om afbraak te voorkomen. In 1973 realiseerde Groenendijk een renovatie waarbij de gevel werd bekleed met het in die tijd modern geachte rookglas. Hiermee was het pand weer functioneel om te verhuren als kantoor, restaurant, supermarkt en open markt tussen de markt en het kerkplein.  De grote kracht van het gebouw - een ongestoorde relatie tussen binnen en buiten - was hiermee tenietgedaan. Eind 1993 werd in Heerlen een werkgroep opgericht voor behoud van het gebouw. In 1995 besloot de gemeenteraad van Heerlen unaniem tot restauratie en op 4 december 1995 werd het een rijksmonument.
In 1996 publiceerde William Pars Graatsma Schunck's Glass Palace / Glaspaleis Schunck. Het was een groot-formaat boek dat met steun van de Stichting F.P.J. Peutz werd uitgebracht. Het bevatte een inleiding over het Modehuis Schunck, en een uitgebreide weergave van de ontwerptekeningen van Fritz Peutz, inclusief perspectief-tekeningen. Daarnaast bevatte het veel informatie over het bouwproces en artikelen van de hand van Peutz. Ook was er een overzicht van twaalf tussen 1929 en 1942 uitgevoerde ontwerpen van de architect.
De restauratieplannen, die onder leiding van Jo Coenen en Wiel Arets zijn opgesteld, dateren van 1999. De sloopwerkzaamheden van de ten onrechte aangebrachte elementen begonnen in 1999. De eerstesteenlegging van de restauratie door wethouder René Seijben was in mei 2001. In september 2003 werd het gebouw weer opengesteld voor publiek en op 30 juni 2004 werd het Glaspaleis officieel heropend. In juni 2009 werd het Glaspaleis aan de Noord- en Westzijde weer voorzien van de trotse naam Schunck, dit volgens het originele logo uit 1935.

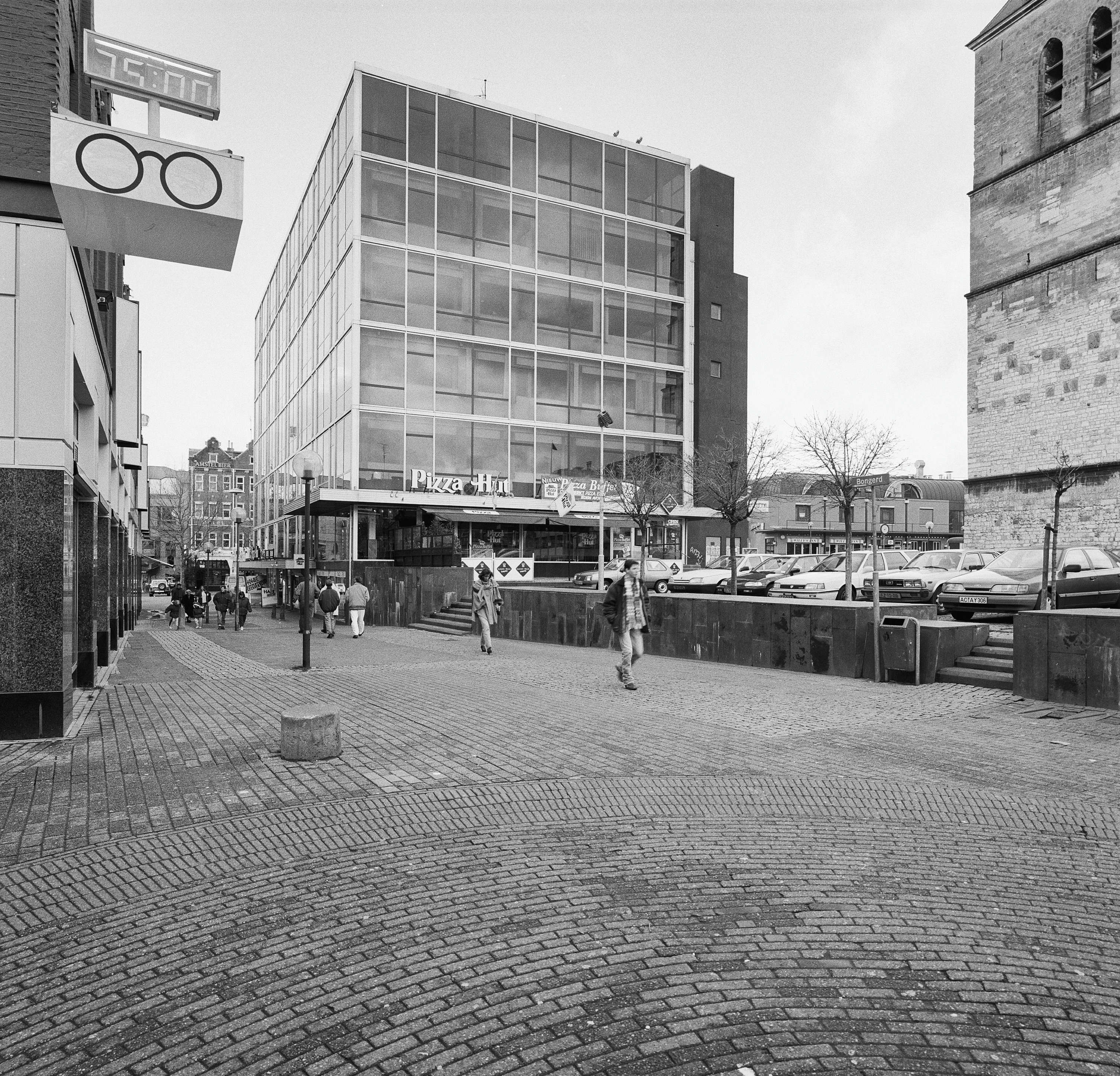
De staat van het gebouw na de renovatie van architect Groenendijk (1995)
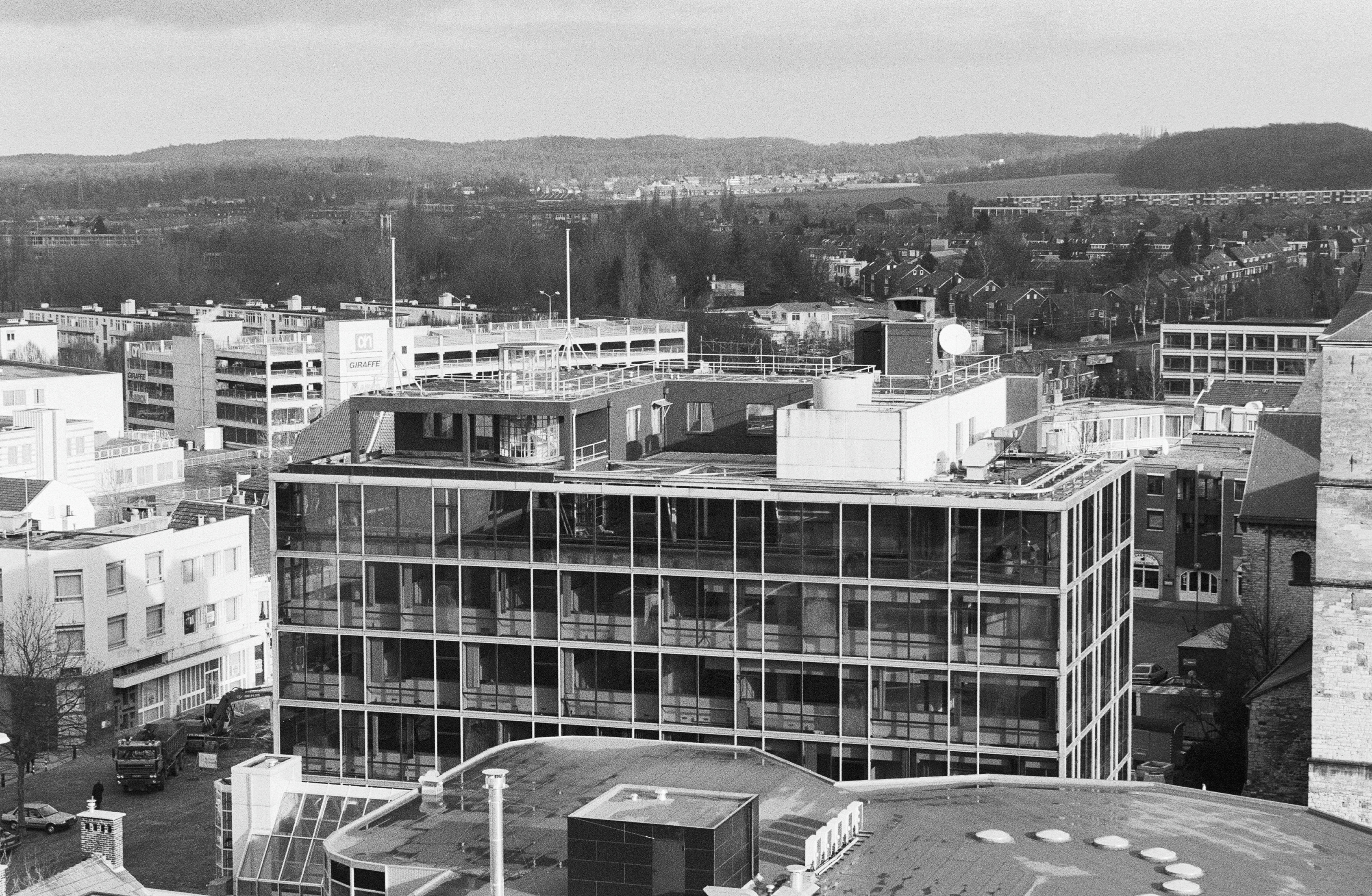
De bovenste verdiepingen (1995)
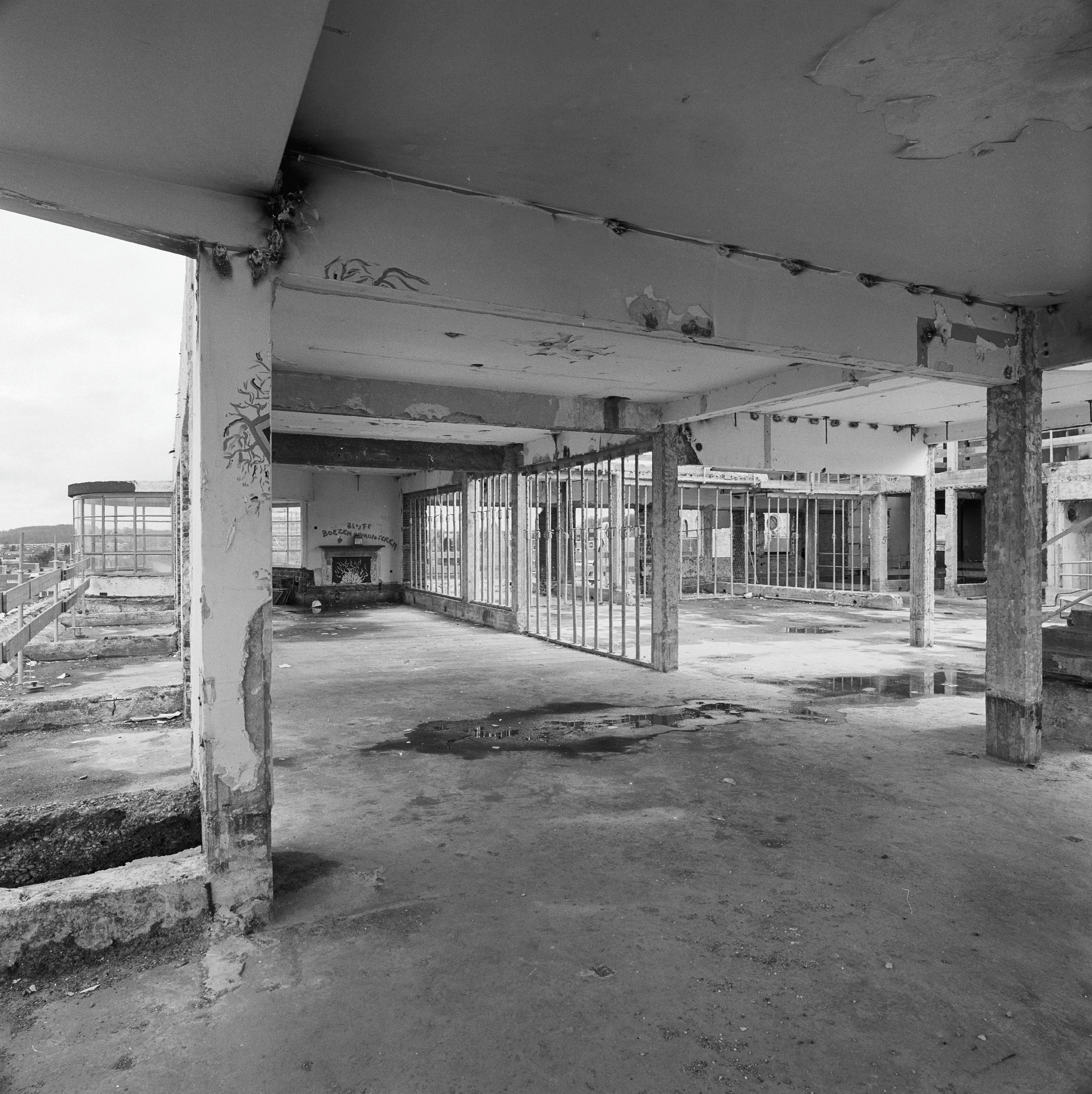
Sloopwerkzaamheden op dak (2001)
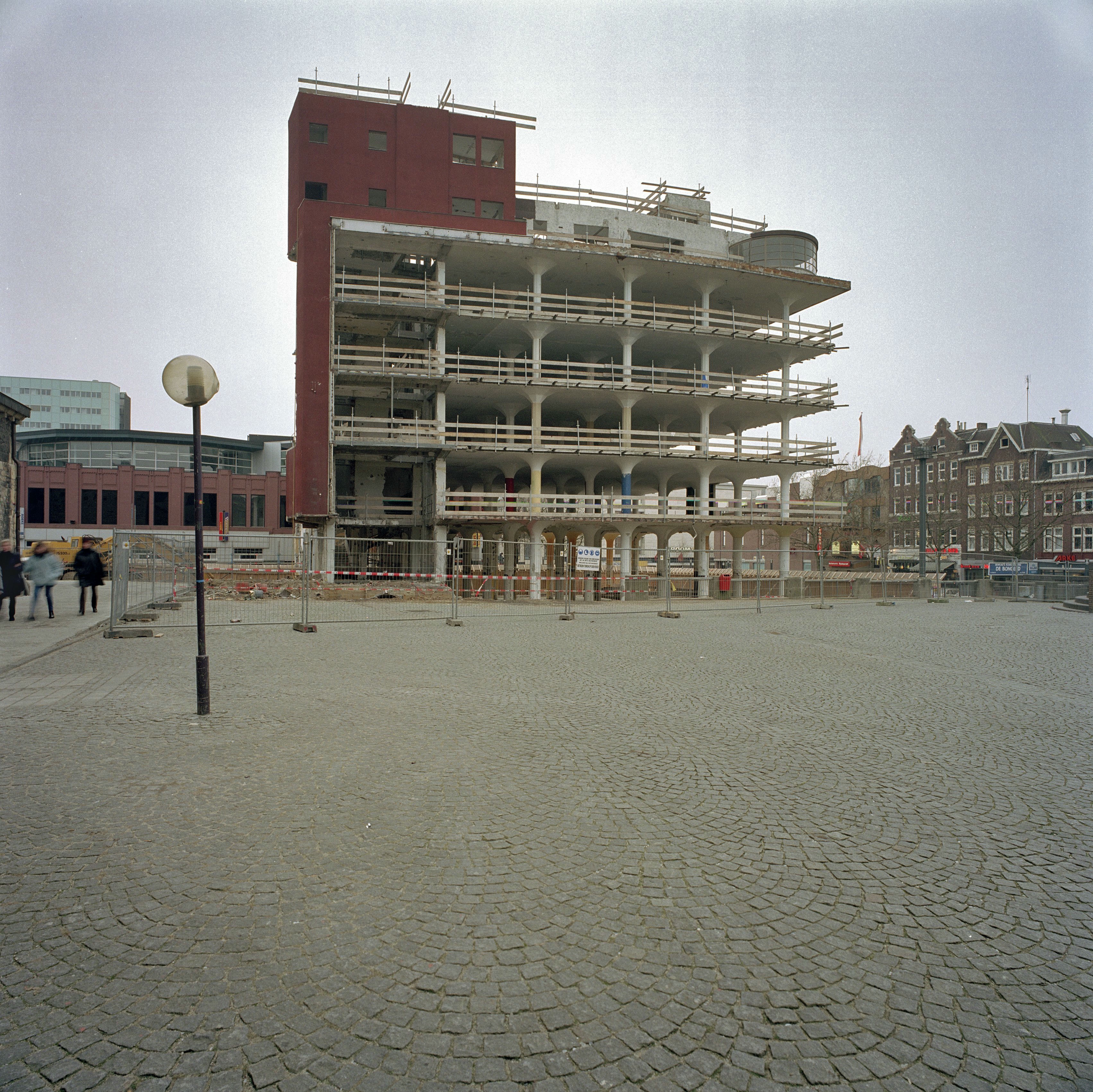
Restauratie Glaspaleis (2002)
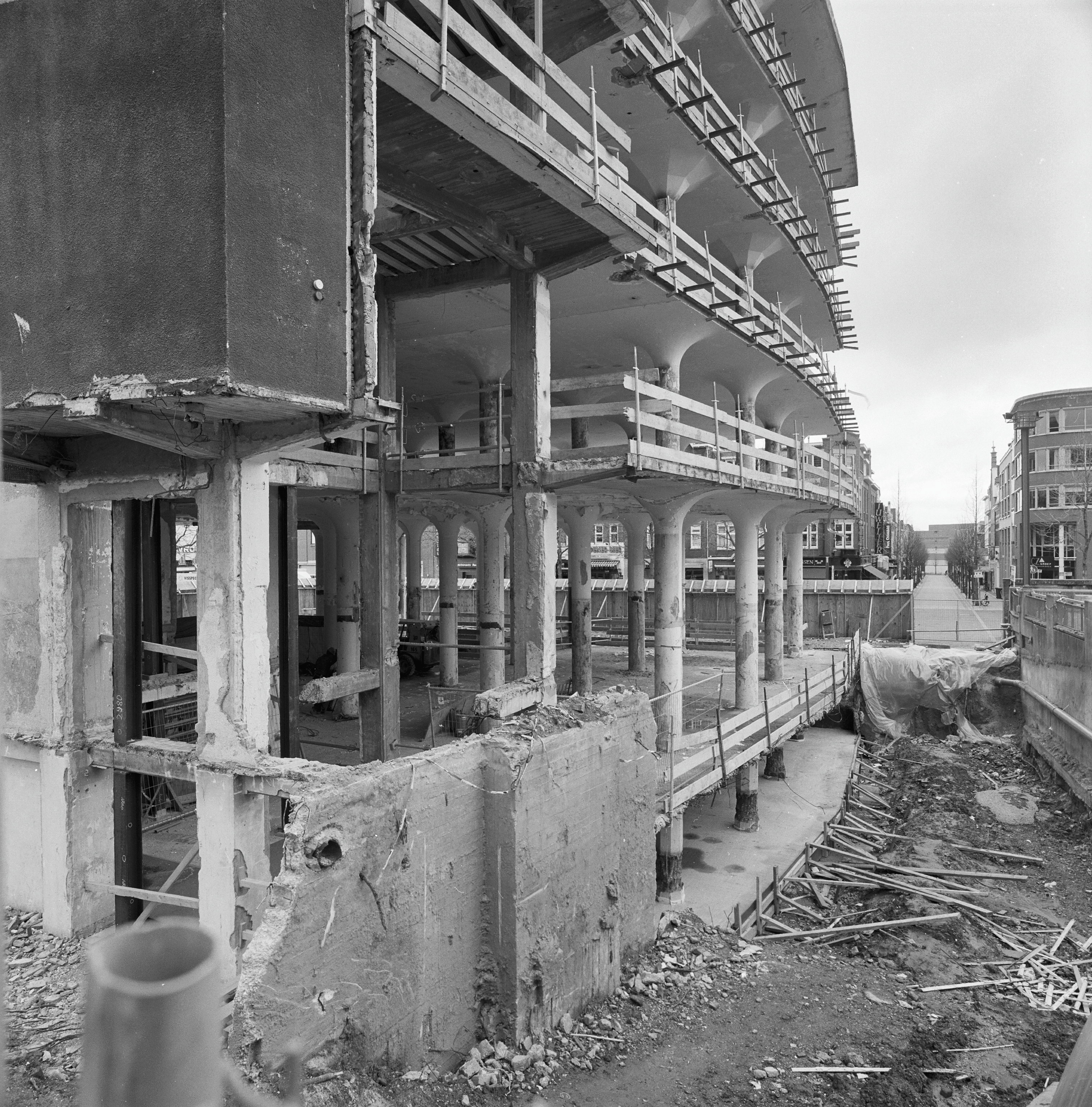
Exterieur gebouw tijdens restauratie (zonder glazen wanden en gevels, 2002)
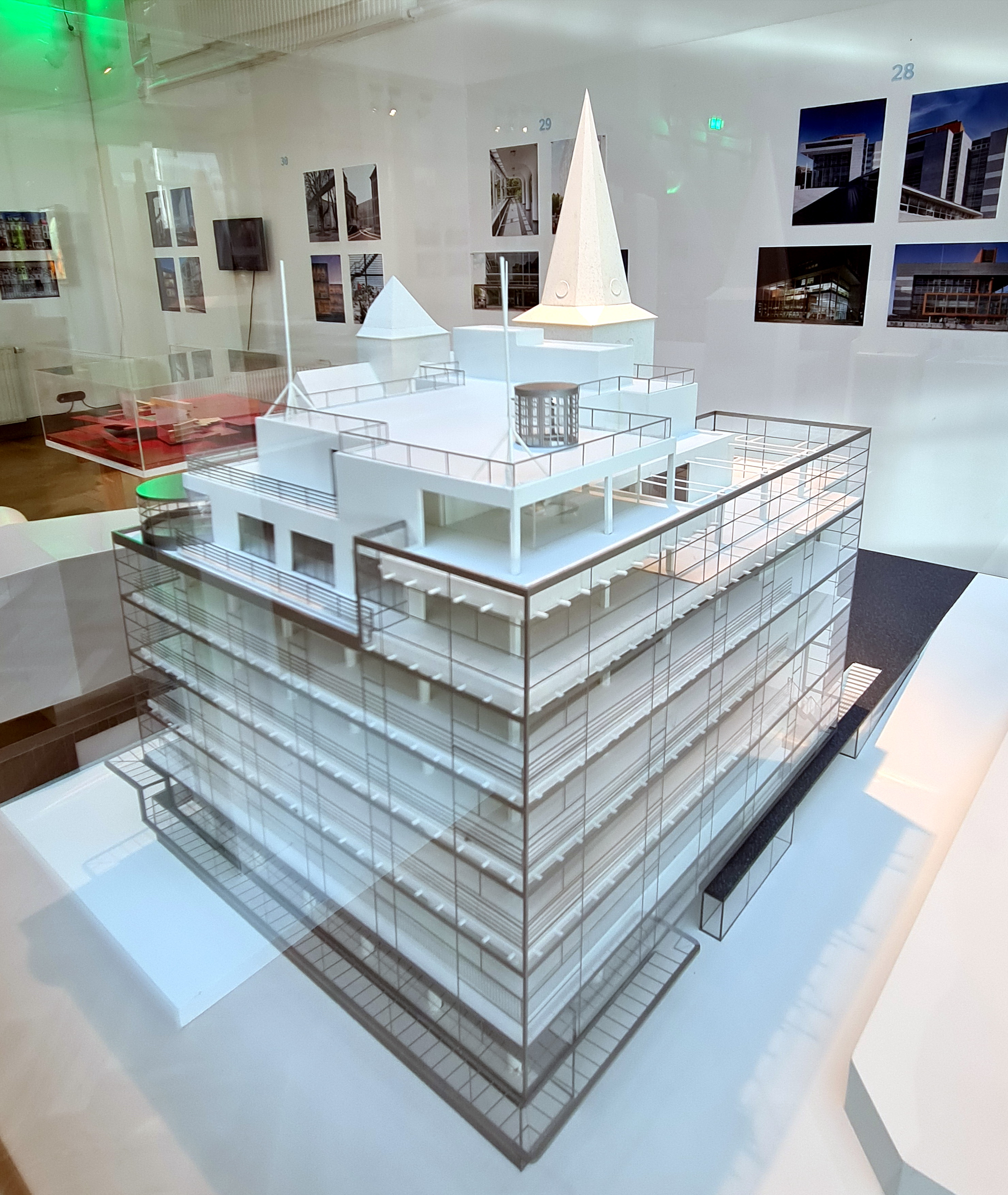
Maquette vervaardigd tijdens de restauratie, 1999-2003

## Gebruik
Het gebouw biedt onderdak aan SCHUNCK, een multidisciplinaire culturele instelling. SCHUNCK is op 1 januari 2009 ontstaan uit een bundeling van krachten van verschillende, voorheen zelfstandige culturele instellingen die gevestigd waren in het Glaspaleis: het museum voor moderne en hedendaagse kunst (Stadsgalerij Heerlen), het centrum voor architectuur en stedenbouw (Vitruvianum), de openbare bibliotheek van Heerlen en de muziekschool. Het Glaspaleis biedt daarnaast plaats aan wat horeca. 

## Erkenning
Het Glaspaleis verscheen in 1999 op een lijst van 1000 belangrijkste gebouwen van de 20e eeuw van de International Union of Architects. Mede dankzij deze internationale erkenning, kreeg het werk van architect Peutz, en in het bijzonder het Glaspaleis, meer aandacht van de Nederlandse architectuurkritiek. In de 20e-eeuwse architectuurgeschiedenis van Nederland wordt het Glaspaleis nu in één adem genoemd met de belangrijkste monumenten van het Nieuwe Bouwen, zoals het Rietveld Schröderhuis, het Sanatorium Zonnestraal en de Van Nellefabriek.
In 2018 werd het Glaspaleis, als een van de fundamenten van het Nieuwe Bouwen, samen met vier andere monumenten, afgebeeld op een Nederlands postzegelvel.

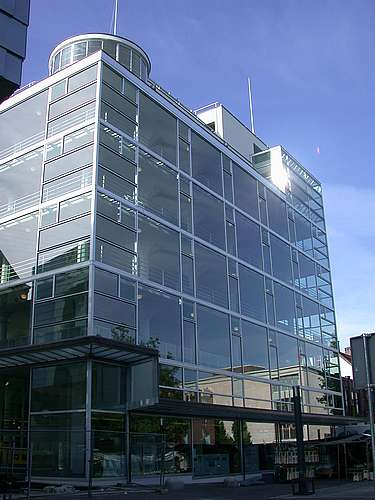
Noordzijde met glazen gevels
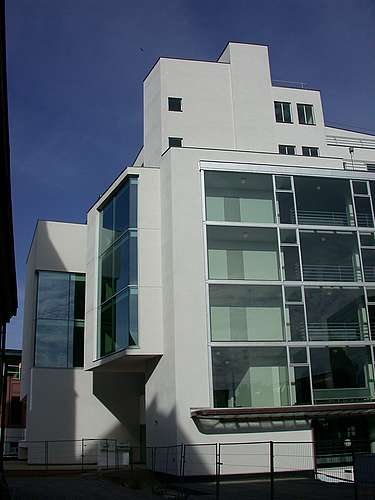
Zuidoostzijde
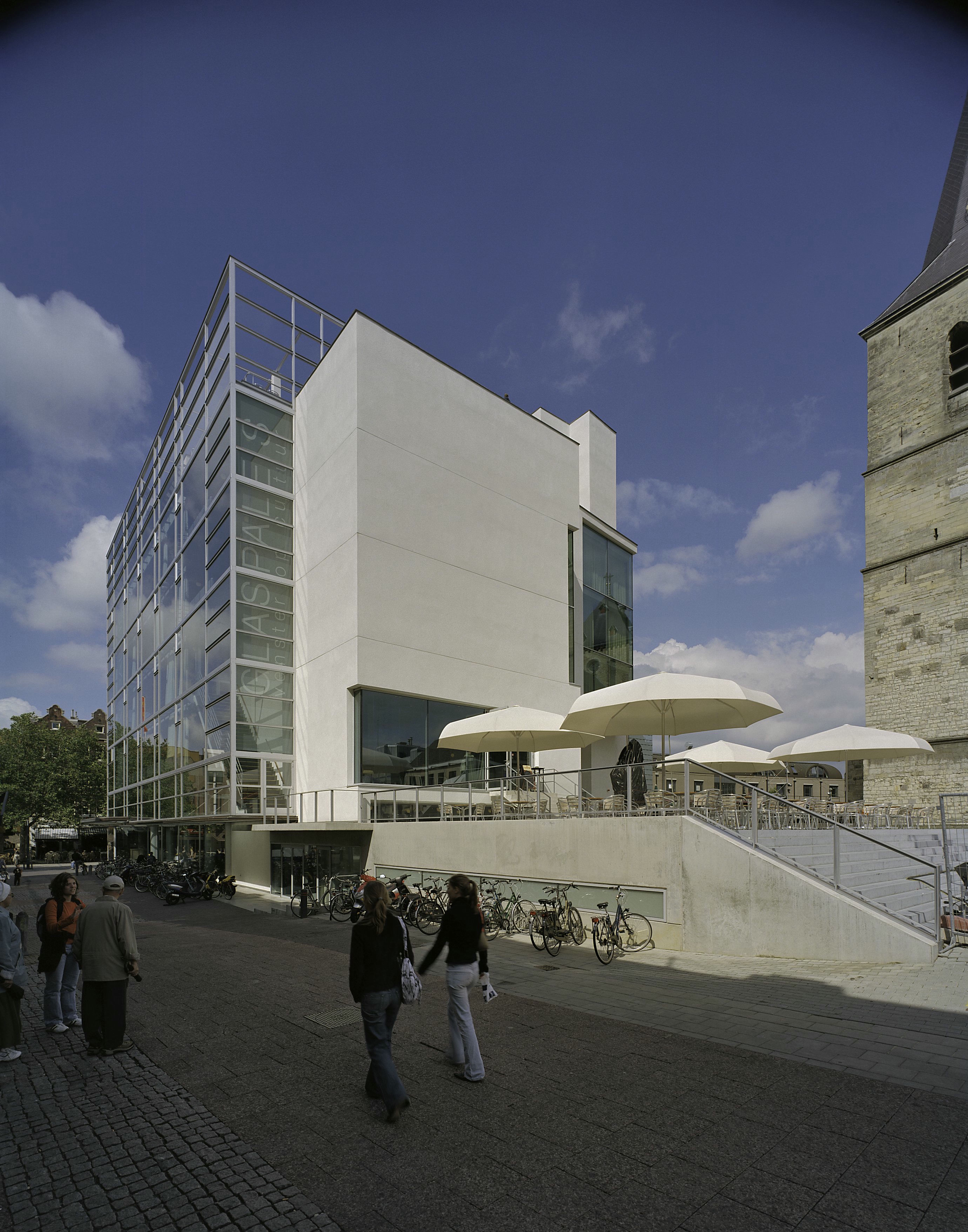
Vanuit zuidelijke richting
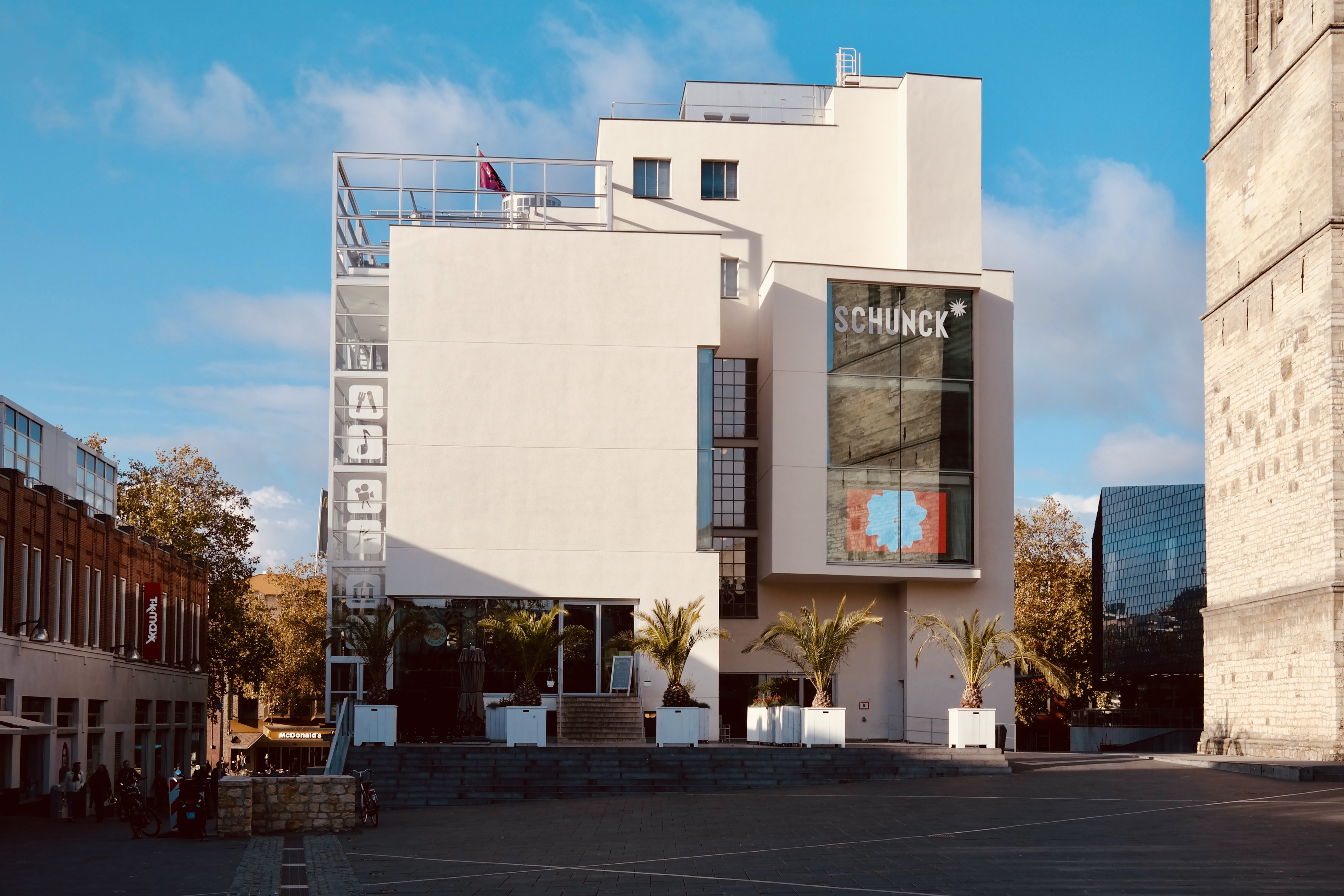
Zuidzijde in 2018
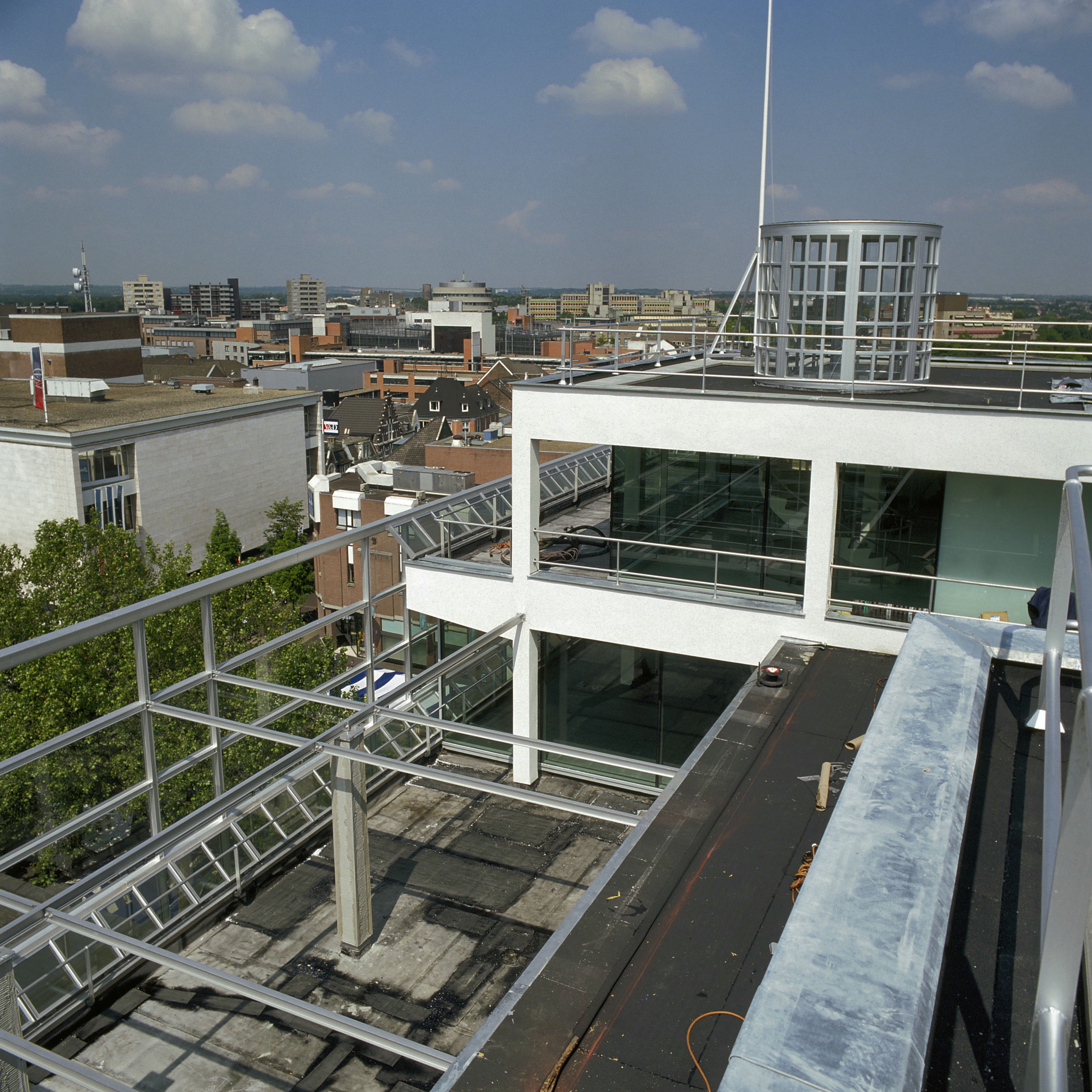
Dak
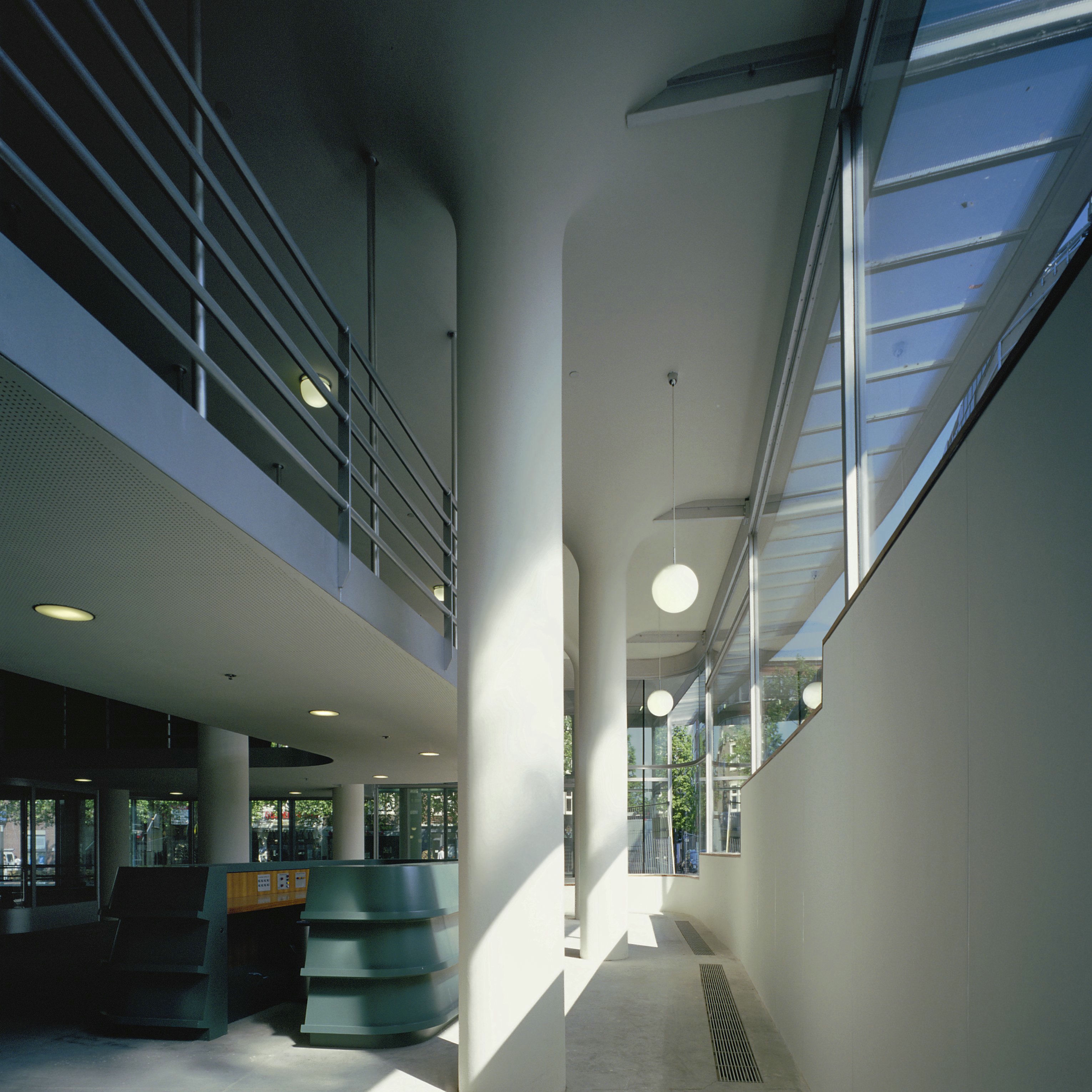
Bibliotheek
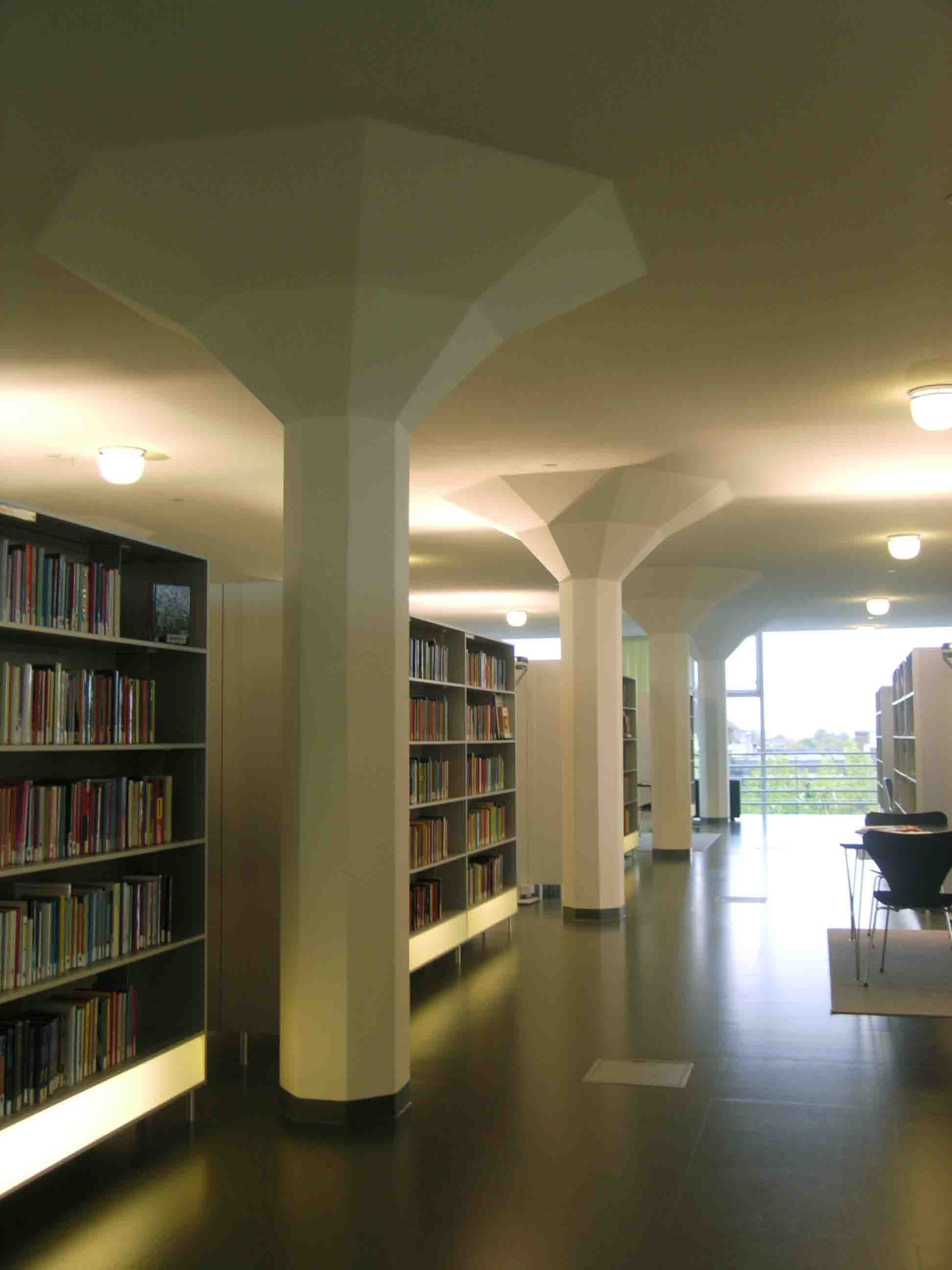
Paddestoelvormige kolommen
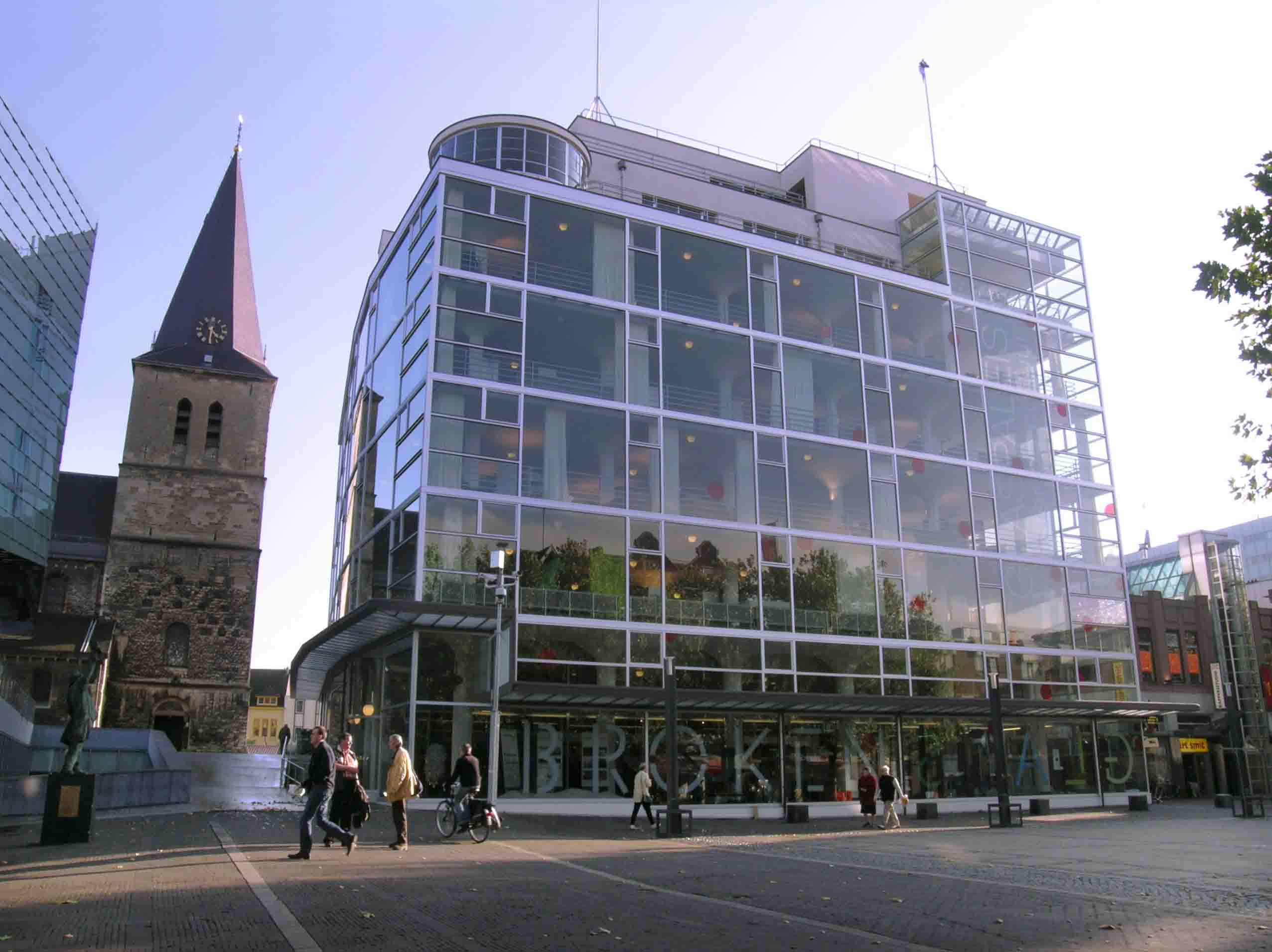
De (noordelijke) voorgevel van het Glaspaleis in 2005